# فينير سفافارسون
فينير سفافارسون مواليد 20 يونيو 1980 في ريكيافيك، هو لاعب كرة يد أيسلندي. مثل منتخب آيسلندا لكرة اليد. شارك في دورة الألعاب الأولمبية الصيفية سنة 2012. حقق المركز الثالث في بطولة أوروبا لكرة اليد للرجال 2010.

## المسيرة الاحترافية
لعب مع نادي لمغو لكرة اليد في الدوري الألماني من سنة 2008 إلى 2010، ثم لعب مع نادي هانوفر بورغدورف لكرة اليد من سنة 2010 إلى 2012، ثم انضم إلى نادي مندن لكرة اليد في الدوري الألماني من سنة 2012 إلى 2014.

## سجل المنافسة
شارك في البطولات التالية:
- بطولة العالم لكرة اليد للرجال 2015
- بطولة أوروبا لكرة اليد للرجال 2012
- بطولة أوروبا لكرة اليد للرجال 2014
- بطولة أوروبا لكرة اليد للرجال 2016
- الألعاب الأولمبية الصيفية 2012

## الميداليات
| الميدالية | المسابقة                           |
| --------- | ---------------------------------- |
| برونزية   | بطولة أوروبا لكرة اليد للرجال 2010 |

## روابط خارجية
- فينير سفافارسون على موقع الاتحاد الأوروبي لكرة اليد (الإنجليزية)
- فينير سفافارسون على موقع أوليمبيديا (الإنجليزية)